# Hamsterratten
Die Hamsterratten (Cricetomyinae) sind eine von insgesamt sechs Unterfamilien der Mäuseverwandten Nesomyidae, die Afrika südlich der Sahara bewohnen. Die Nagetiere erinnern vom Aussehen her an Hamster oder Ratten und sind durch große Backentaschen gekennzeichnet, von denen sich ihr Namen ableitet. Ihre nächsten Verwandten sind die ebenfalls in Afrika endemischen Baummäuse (Dendromurinae).

## Lebensraum

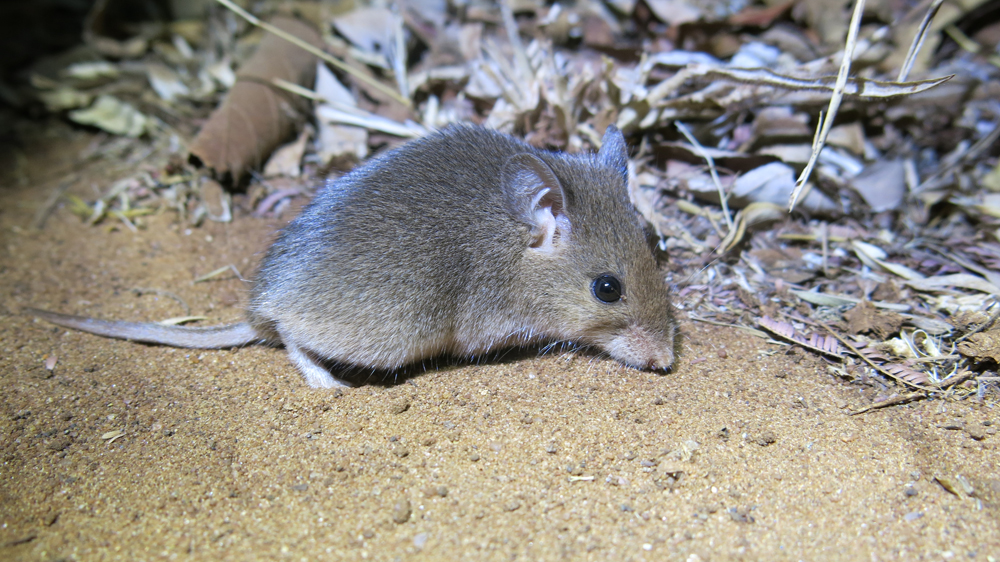
Kap-Hamsterratte
Saccostomus campestris

Hamsterratten leben im Subsahara-Afrika und bewohnen dort alle möglichen Habitate von der Trockensavanne, über Kulturboden bis hin zum tropischen Regenwald. Sie treten in Höhenlagen von 0 bis 2100 Metern auf.

## Merkmale

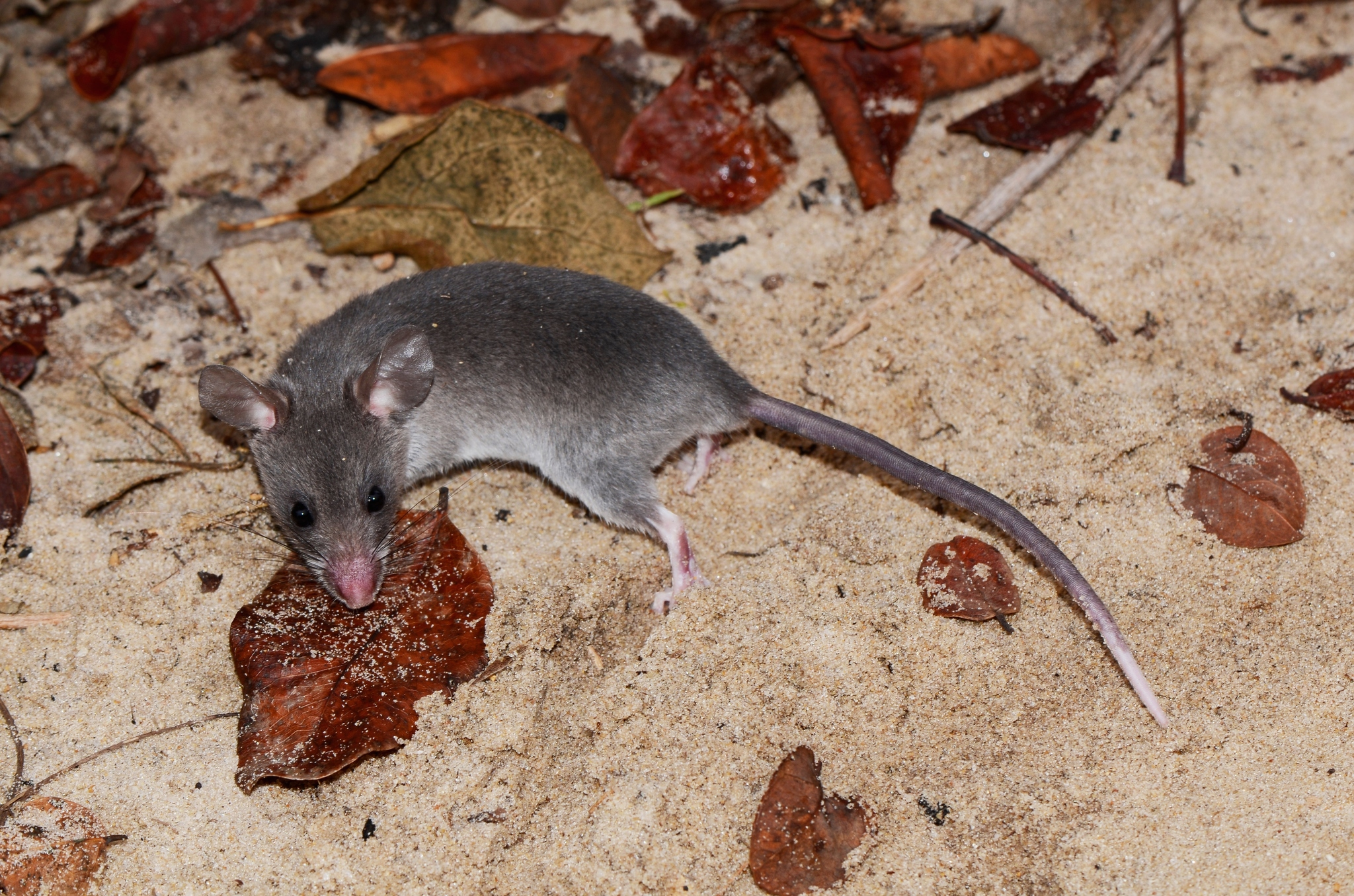
Kleine Hamsterratte Beamys hindei

Die Arten der Hamsterratten sind kleine (Saccostomus) bis sehr große (Cricetomys), kräftig gebaute Nagetiere mit kleinen Augen. Ihr Kopf ist groß, die Gliedmaßen relativ kurz und stämmig, der unbehaarte Schwanz ist sehr kurz (Saccostomus) oder sehr lang (Beamys, Cricetomys).

## Lebensweise
Die überwiegend nachtaktiven Nager, ernähren sich entweder als Allesfresser oder als reine Pflanzenfresser. Auf Nahrungssuche füllen sie ihre Backentaschen mit Samen, Früchten, Nüssen und Knollen, um diese zu ihrem Bau zu transportieren. Ein Teil der Tiere frisst auch Schnecken und Insekten. In ihren relativ komplexen Bauen lagern sie Vorräte, die sie nicht sofort verzehren, ein.
Die Tiere kommunizieren über eine Reihe unterschiedlicher Laute mit ihren Artgenossen. Sie haben einen ausgezeichneten Geruchs- und Gehörsinn, sind aber (insbesondere bei Tageslicht) fast blind. Hamsterratten bringen nach 22 bis 32 Tagen Tragzeit zwischen einem (Gambia-Riesenhamsterratte) und zehn (Kap-Hamsterratte) Jungtiere zur Welt, die nach etwa drei Wochen ihre Augen öffnen und nach sechs Wochen von der Mutter entwöhnt werden. Junge Hamsterratten sind im Alter von sieben bis neun Monaten ausgewachsen und geschlechtsreif.

## Systematik
Die drei Gattungen wurden lange nicht als zusammengehörig erkannt und erst 1951 von Austin Roberts als Unterfamilie der Langschwanzmäuse aufgestellt. Andere Zoologen glaubten in ihnen einen Tribus der Wühlmäuse zu sehen oder gaben ihnen den Rang einer eigenen Familie.
Nach jüngsten molekulargenetischen Analysen werden Hamsterratten der Familie der Nesomyidae zugeordnet. Ihre nächsten Verwandten sind andere Gattungen afrikanischer Nagetiere wie die Baummäuse.
- Gattung der Riesenhamsterratten Cricetomys, Waterhouse 1840[5]
  - Gambia-Riesenhamsterratte Cricetomys gambianus, lebt vom Senegal bis zum Sudan und südlich bis Südafrika
  - Emin-Riesenhamsterratte Cricetomys emini, kommt von Sierra Leone bis zum Tanganjikasee vor
  - Afrikanische Riesenhamsterratte Cricetomys ansorgei, im Süden und Osten Afrikas heimisch, lässt sich als Assistenztier für Diabetiker trainieren[6]
  - Kivu-Riesenhamsterratte Cricetomys kivuensis, lebt im südlichen Afrika, Lönnberg, 1917[7]

- Gattung Langschwanz-Hamsterratten Beamys, Thomas, 1909[8]
  - Kleine Hamsterratte Beamys hindei, endemisch in Ostafrika; Kenia, Tansania, Malawi, sowie Sambia
  - Große Hamsterratte Beamys major, im südlichen und östlichen Afrika heimisch

- Gattung der Kurzschwanz-Hamsterratten Saccostomus, Peters, 1846[9]
  - Kap-Hamsterratte Saccostomus campestris, kommt von Angola und Tansania bis nach Südafrika vor
  - Backentaschen-Hamsterratte Saccostomus mearnsi, lebt in Äthiopien, Somalia, Uganda, Kenia, Tansania[10]

## Besondere Fähigkeiten
Aufgrund ihres überaus empfindlichen Geruchssinnes gelten die Tiere als Makrosmatiker und werden in der Medizin zur Erkennung von Krankheiten wie Krebs und Tuberkulose eingesetzt. Sie können auch darauf trainiert werden Diabetiker als Assistenztier zu unterstützen. In diesem Fall reagieren sie auf die Geruchsveränderung bei Veränderungen des Blutzuckerspiegels und warnen ihre Besitzer.